# Tangafla
Tangafla est une localité du Nord de la Côte d'Ivoire et appartenant au département de Korhogo, Région des Savanes. La localité de Tangafla est un chef-lieu de commune.